# Mojtín
Mojtín (in ungherese Hegyesmajtény) è un comune della Slovacchia facente parte del distretto di Púchov, nella regione di Trenčín.